# Sofie První
Sofie První (v anglickém originále Sofia the First) je americký animovaný televizní seriál produkovaný Disney Channelem a vysílaný na  Disney Junior. Premiéra pilotního dílu proběhla 18. listopadu 2012 a prvního dílu první řady 11. ledna 2013. 

## Příběh
Seriál vypráví o milé a odvážné princezně jménem Sofie První. Její příběh začíná v malé vesnici odkud Sofie a její máma Miranda pocházejí. Vše se ale změní ve chvíli, když král Roland II. pozve Mirandu a Sofii do svého zámku. Miranda a Roland se vezmou, a tak má Sofie nevlastního otce a dva nevlastní sourozence, bratra Jamese a sestru Amber. Po nějaké době, když se Sofie s mámou Mirandou přestěhují do zámku, dostává Sofie od svého nevlastního otce kouzelný amulet a brzy zjistí, že pomocí amuletu může mluvit s jakýmikoliv zvířátky, a díky tomu začíná její kouzelné dobrodružství.

## Vysílání
| Řada | Díly | Premiéra v USA | Premiéra v USA    | Premiéra v ČR     | Premiéra v ČR |
| Řada | Díly | První díl      | Poslední díl      | První díl         | Poslední díl  |
| ---- | ---- | -------------- | ----------------- | ----------------- | ------------- |
| 1    | 24   | 11. ledna 2013 | 14. února 2014    | vysíláno          | vysíláno      |
| 2    | 28   | 28. února 2014 | 22. července 2015 | vysíláno          | vysíláno      |
| 3    | 29   | 5. srpna 2015  | 31. března 2017   | vysíláno          | vysíláno      |
| 4    | 26   | 28. dubna 2017 | 8. září 2018      | 6. listopadu 2017 | 2018          |